# Balena amb bec de Deraniyagala
La balena amb bec de Deraniyagala (Mesoplodon hotaula) és una espècie de cetaci de la família dels zífids. Anteriorment se la considerava una subespècie del zífid de dents de ginkgo (M. ginkgodens), però a principis del segle xxi en fou separat basant-se en anàlisis genètiques. Igual que la resta de zífids, és coneguda a partir d'individus encallats a platges, en aquest cas de l'oceà Índic i el sud del Pacífic.